# Bielsat TV
Bielsat TV (en biélorusse Белсат ou Biełsat) est une chaine de télévision de langue biélorusse diffusée par satellite depuis la Pologne. Créée en 2008, c'est la seule chaine d'information biélorusse indépendante et d'opposition au régime du président Loukachenko. Elle est intégralement financée par le gouvernement polonais. 
En décembre 2016, son budget était de 6 millions d'euros pour 200 collaborateurs. Les journalistes présents sur le sol biélorusse travaillent dans la clandestinité. C'est la seule chaine à émettre uniquement en biélorusse, les chaines de télévision de Biélorussie, propriétés de l'État, émettant une grande partie de leur programme en langue russe. Bielsat diffuse trois heures d'informations quotidiennes.